# Alphaherpesvirinae
Alphaherpesvirinae je podčeleď virů zahrnující rody Simplexvirus Varicellovirus, Mardivirus a Iltovirus. Společně s podčeleděmi Betaherpesvirinae a Gammaherpesvirinae patří do čeledi Herpesviridae.

## Virologie

### Morfologie
Alphaherpesviry jsou obalené viry s amorfním tegumentem, sférickým až vícetvarým kapsidem tvořeným 162 kapsomerami. V průměru mají 120-200 nm, glykoproteinové komplexy jsou součástí membránového obalu.

### Genom
Genom je nesegmentovaná, lineární dvoušroubovicová DNA o délce 120-180 kb obsahující ukončující a vnitřní repetitivní sekvence.

### Genová exprese
Každý virový transkript je většinou pro jeden protein přičemž obsahuje promotorovou/regulační sekvenci, TATA box, vedoucí sekvenci 30-300 bp (nepřekládána) na 5' konci, ukončovací nepřekládanou sekvenci 10-30 bp na 3' konci a poly A signál. Mnoho genů se překrývá, vir obsahuje jen pár oddělených. Některé ORF jsou navzájem protichůdné, některé mohou být transkribovány z více promotorů a některé geny jsou nekódující.
Genom obsahuje 3 typy genů: bezprostřední, rané a pozdní. Bezprostřední jsou transkribovány okamžitě po infekci a zajišťují expresi raných genů kódující proteiny nezbytné pro replikaci. Pozdní geny většinou kódují strukturní proteiny. Geny exprimované během latentní fáze jsou řazeny do zvláštní kategorie.
Virové proteiny VHS a ICP27 se zaslouží o zastavení buněčné translace, čímž zajistí cílené upřednostnění virových proteinů nad buněčnými. VHS (nachází se na 17. genu, tvoří jej 455 aminokyselin ) je endoribonukleáza, která štěpí hostitelskou mRNA v cytoplasmě, čímž zajistí dostatek nukleotidů pro syntézu virové mRNA, kdežto ICP27 (nachází se v ORF4, tvoří jej 452 aminokyselin ) je bezprostřední protein, který se zaslouží o aktivaci transkripci jistých brzkých, raných i pozdních proteinů.

### Životní cyklus
Replikace probíhá v jádře. Může probíhat lytickou nebo latentní cestou.

#### Lytická cesta
Lytická cesta se dá rozdělit na tyto fáze:
1. Virus se na hostitelské receptory naváže přes gB, gC, gD a gH.
2. Membrána viru sfúzuje s membránou buňky a vypustí tak virové jádro a tegumentární proteiny do cytoplasmy.
3. Kapsid je transportován k jadernému póru, kde je vDNA vypuštěna dovnitř.
4. Jsou exprimovány bezprostřední geny, které zahájí exprimaci raných genů.
5. Pomocí hostitelské polymerázy II je transkribována raná virová mRNA, která je přenesena do cytoplasmy a podle ní se translatují rané proteiny.
6. Rané proteiny se účastní replikace DNA a tak jsou přeneseny zpět do jádra.
7. Syntéza velkého množství vDNA pomocí virové DNA dependentní DNA polymerázy.
8. Pomocí hostitelské polymerázy II je transkribována pozdní virová mRNA, která je přenesena do cytoplasmy a podle ní se translatují pozdní proteiny.
9. Pozdní proteiny jsou strukturní složky virového jádra a tak jsou přeneseny zpět do jádra.
10. Viriony vypučí jadernou membránou, která byla obohacena o herpetické glykoproteiny skrze Golgiho aparát a nakonec jsou uvolněny skrz plasmatickou membránu.

Při lytické cestě viry preferují epiteliální slizniční buňky.

#### Latentní cesta
Replikace virů je v tandemu s replikací hostitelské buňky. Přednostně se tak děje v gangliích.

## Epidemiologie
Alphaherpesviry se vyskytují prakticky po celém světě. Jsou to paraziti savců a ptáků většinou přenositelné tělními tekutinami. Způsobují onemocnění sliznic (opary), dýchacích cest, některé mohou způsobit nádorová onemocnění. Proti některým existuje vakcinace. Léky fungují na principu aktivace virovými enzymy, thymidinovými kinázami, takže se zaměřují jen na buňky napadené viry. Bohužel fungují jen na aktivní viry a ne na ty, které prodělávají latentní fázi.